# H. D.
Hilda Doolittle, bekannter unter ihren Initialen H. D. (* 10. September 1886 in Bethlehem, Pennsylvania; † 27. September 1961 in Zürich, Schweiz) war eine US-amerikanische Schriftstellerin.

## Leben

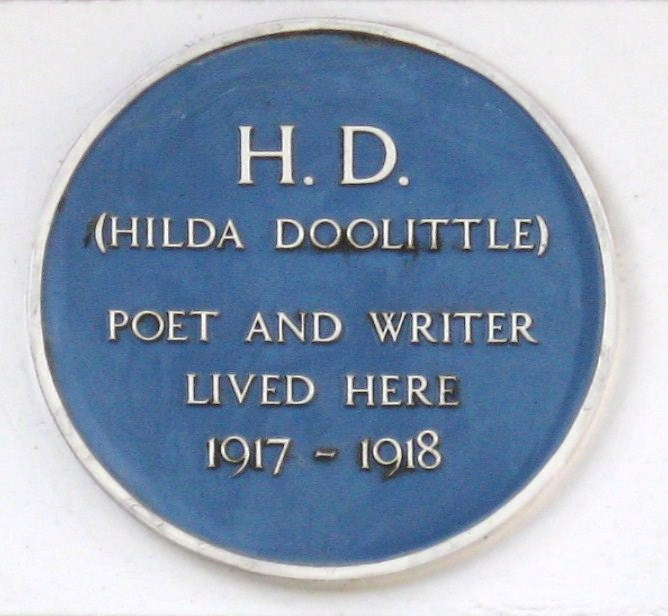
Erinnerungstafel am Wohnhaus 44 Mecklenburgh Square in London

Doolittle war die Tochter eines Universitätsprofessors der Astronomie und mit William Carlos Williams befreundet. In den Teenager-Jahren war sie mit Ezra Pound zusammen. Nach deren Trennung verliebte sie sich in Frances Gregg und sie hatten eine gemeinsame Romanze.
Hilda Doolittle bereiste Europa und kehrte nach 1911 nicht mehr in die USA zurück. Sie ließ sich in London nieder, wo sie 1913 den englischen Schriftsteller Richard Aldington heiratete. Er hatte Affären und das Paar entfremdete sich bald (Scheidung erst 1937). Sie führte eine innige platonische Beziehung mit D.H.Lawrence. Am 31. März 1919 wurde Doolittles Tochter Frances Perdita Aldington geboren, deren Vater der Maler Cecil Grey war. Nach der Geburt ihrer Tochter beendeten der Vater, ihr Mann, wie auch ihr Freund D. H. Lawrence den Kontakt zu ihr. Zu der Zeit verstarben Doolittles Vater und Bruder. Eine neue Freundin, die britische Schriftstellerin und reiche Erbin Bryher (eigentlich Winifred Ellerman) nahm die in der Schwangerschaft an der Spanischen Grippe erkrankte Mutter und Tochter bei sich auf. H. D. überlebte die Pandemie knapp und nannte Bryher, die damals selbst nahe am Selbstmord war, ihre Lebensretterin. H. D. blieb bis zum Tod Bryhers Lebensgefährtin.
Perdita wuchs mit ihrer Mutter, deren Liebhaberin Bryher und Bryhers jeweiligem Ehemann (ab 1921 Robert McAlmon, ab 1927 Kenneth Macpherson) auf. Die ungewöhnliche Familiensituation wurde noch dadurch komplizierter, dass Bryhers Ehemann Macpherson der Liebhaber der bisexuellen H. D. war und Bryher Perdita nach eigenen exzentrischen Erziehungsmethoden zu Hause unterrichtete. 1928 adoptierten Bryher und Macpherson Perdita. Ab 1929 lebte H. D. mit Bryher, deren Mutter, deren Ehemann Macpherson und Perdita zunächst in Territet am Genfersee, dann meist in Bryhers Villa Kenwin in La Tour-de-Peilz bei Vevey. Im Jahr 1933 zog H. D. nach Wien, um sich von Sigmund Freud therapieren zu lassen. Über diese Erfahrung veröffentlichte sie 1943 das Buch Tribute to Freud.
Die von Bryher herausgegebene literarische Zeitschrift Life and Letters Today veröffentlichte unter anderem die Gedichte von H. D. 1930 produzierte Bryher mit ihrem Mann den experimentellen Film Borderline mit Paul Robeson und H. D. in den Hauptrollen.
1960 verliebte sich H.D. in den Journalist Lionel Durand und widmet ihm mehrere Gedichte.
Im Alter von 75 Jahren starb Hilda Doolittle am 27. September 1961 in der Zürcher Klinik Hirslanden.

### Interessen
H.D. interessierte sich für Okkultismus und Mystizismus.

## Werk
Ein großer Teil ihres literarischen Werks sind Übersetzungen aus dem Griechischen und deren freie Bearbeitung. Hierbei wurde sie nicht nur von ihrem Ehemann Aldington, sondern auch von den anderen Imagisten beeinflusst, denen sie sich auch bald anschloss. Besonders gefördert wurde sie von Ezra Pound. In ihrem autobiographischen Roman Bid me to live thematisiert sie nüchtern den Zerfall ihrer Ehe.

## Werke
(Auswahl)
- By Avon River, 1955
- Bid Me to Live, 1960
- Collected Poems of H.D. 1925
- The Flowering of the Rod, 1946
- Heliodora and Other Poems, 1924
- Hippolytus Temporizes, 1927
- Hymen, 1921
- Palimpsest, 1926
- Red roses for Bronze, 1932
- Sea Garden, 1916
- Tribute to the Angels, 1945
- The Walls Do Not Fall, 1944
- End to Torment: A Memoir of Ezra Pound, postum 1979
- HERmione, postum 1981
- Majic Ring, postum 2009

Deutsche Ausgaben
- Avon (Originaltitel: By Avon River, übersetzt von Johannes Urzidil). (= Tausenddrucke; 1). Suhrkamp, Berlin / Frankfurt am Main 1955 (DNB 450045269).
- Denken und Schauen. Und: Fragmente der Sappho.[3] (= Roughbooks; 016). Urs Engeler Editor, Solothurn 2011.
- Hermetic Definition / Heimliche Deutung. Gedichte. Übersetzt von Ulrike Draesner. Urs Engeler Editor, Basel 2006, ISBN 978-3-938767-11-5.
- HERmione. Roman. Übersetzt von Anja Lazarowicz. Hanser, München und Wien 1987, ISBN 3-446-14474-9; Taschenbuchausgaben bei Wagenbach, Berlin 1988, ISBN 3-8031-2312-7 und Goldmann, München 1989, ISBN 3-442-09295-7
- Madrigal (Bid me to live). Übersetzt von Anja Lazarowicz. Urs Engeler Editor, Basel 2008, ISBN 978-3-938767-46-7
- MeeresGarten (Sea Garden). Gedichte. Übersetzt von Annette Kühn. Zweisprachig. luxbooks, Wiesbaden 2011, ISBN 978-3-939557-27-2
- Sea Garden (Sea Garden). Gedichte. Übersetzt von Günter Plessow. Urs Engeler Editor, Berlin (etc.) 2016, ISBN 978-3-906050-25-6
- Tribut an Freud (Tribute to Freud). Prosa. Übersetzt von Michael Schröter. Urs Engeler Editor, Basel 2008, ISBN 978-3-938767-48-1

## Notizen
1. ↑  William B. Ober: William Carlos Williams, M.D.: Physician as Poet. In: William B. Ober: Boswell’s Clap and Other Essays. Medical Analyses of Literary Men’s Afflications. Southern Illinois University Press, 1979; Taschenbuchausgabe: Allison & Busby, London 1988, Neuauflage ebenda 1990, ISBN 0-7490-0011-2, S. 206–232, hier: S. 208.
2. 1 2 3 4 5 6 7  Liv Strömquist: Ich fühl’s nicht. avant-verlag, Berlin 2020, ISBN 978-3-96445-028-9, S. 68.
3. ↑  enthält zweisprachig: Notes on Thought and Vision, 1919; The Island. Fragments of Sappho, 1920 und einige Gedichte aus Heliodora and other poems (1924), die unter ein Sappho-Zitat gestellt sind und sich meist antithetisch auf Sapphos Oden beziehen. Ohne ISBN

| Personendaten    | Personendaten                                                                      |
| ---------------- | ---------------------------------------------------------------------------------- |
| NAME             | H. D.                                                                              |
| ALTERNATIVNAMEN  | Doolittle, Hilda; Aldington, Alton; Delia Helforth, John (Pseudonym); Doorn, Helga |
| KURZBESCHREIBUNG | US-amerikanische Schriftstellerin                                                  |
| GEBURTSDATUM     | 10. September 1886                                                                 |
| GEBURTSORT       | Bethlehem (Pennsylvania)                                                           |
| STERBEDATUM      | 27. September 1961                                                                 |
| STERBEORT        | Zürich                                                                             |